# Anthony Stewart Head
Anthony Stewart Head (20 de febrero de 1954) es un actor y cantante británico que ha trabajado en teatro, televisión y cine. Principalmente, es conocido por sus papeles como Rupert Giles en la serie televisiva estadounidense Buffy la cazavampiros, como el primer ministro en el programa cómico británico Little Britain, y por varios comerciales de café en el Reino Unido y los Estados Unidos. También es conocido por su papel de Uther Pendragon en la serie Merlín. En la televisión estadounidense, Head aparece en los créditos con su nombre completo, mientras que en otras producciones suele aparecer como Tony Head.

## Primeros años
Anthony Head nació en Camden Town, Londres. Sus padres fueron el productor de documentales Seafield Head, que fundó Verity Films, una compañía de producción inglesa, y la actriz Helen Shingler. Su hermano, Murray Head, es actor, agente y cantante. Ambos hermanos interpretaron el papel de Freddy Trumper en el musical Ajedrez en el Teatro Príncipe Eduardo de Londres; Murray fue parte del reparto original de 1986 y Anthony participó del último reparto en 1989.
Actualmente vive en Bath, Inglaterra, con su pareja, Sarah Fisher, y sus dos hijas, Emily Head (1989) y Daisy Head (1991).

## Carrera
Head estudió en la Academia Música y Arte dramático de Londres. El primer papel que obtuvo, en el musical Godspell, le valió varias ofertas para trabajar en la BBC y la ITV. Una de las primeras apariciones fue en la serie Enemy at the Door (ITV, 1978-1980). A comienzos de los años 1980, cantó junto a la banda Red Box.
A fines de los 80, apareció en una serie de doce comerciales de café con Sharon Maughan para Nescafé Gold Blend. La naturaleza misma de los comerciales le ganaron un gran reconocimiento y un papel en el drama cómico Woof!. Tiempo después su fama fue creciendo al realizar el papel de Dr. Frank N. Furter en la obra The Rocky Horror Show (antes representado por Tim Curry).
El éxito en el teatro y varias apariciones breves en la televisión estadounidense, como por ejemplo la exigua serie VR-5, lo llevaron a que en 1997 aceptara el papel de Rupert Giles en Buffy la cazavampiros. Su talento como cantante fue utilizado en varios episodios del programa. Debido a su participación en esta serie, Head vivió en Estados Unidos entre finales de los años 1990 y comienzos de 2000, aunque su familia continuó residiendo en el Reino Unido. Head abandonó el reparto regular de Buffy durante su sexta temporada y, en consecuencia, apareció varias veces como estrella invitada. En varias entrevistas realizadas en ese momento, Head dijo que había dejado el canal para dedicar más tiempo a su familia tras haberse dado cuenta de que había pasado la mayor parte del año fuera de Inglaterra.
Fuera de tu trabajo en televisión, Head sacó un álbum de música junto con George Sarah en 2002 titulado Music for Elevators.

## Filmografía

### Películas
- Flying Home (2014).... Padre de Colin Montgommery
- Percy Jackson: The Sea of Monsters....(2013)....Quirón
- The Iron Lady (2011).... Geoffrey Howe
- The Great Ghost Rescue (2011)....Primer ministro
- The Inbetweeners Movie (2011)....Mr McKenzie
- Repo! The Genetic Opera (2008-09).... Repoman/Nathan
- Macbeth (2008)....... Duncan
- Persuasion (2007)....... Sir Walter Elliot
- Sweeney Todd: The Demon Barber of Fleet Street (2007) ..........Fantasma de la balada (cameo)
- Amelia and Michael (2007).......Michael
- The Magic Door (2007)......George
- Sparkle (2007).... Tony
- Little Britain LIVE (2006).....primer ministro
- Imagine Me & You  (2005).... Ned
- Framing Frankie (2005).... Dennis Folley
- Fat Slags (2004).... Victor
- Reversals (2003) (TV).... Sr. Andrew Barton
- And Starring Pancho Villa as Himself (2003) (TV).... William Benton
- I'll Be There (2003).... Sam Gervasi, mánager de Paul
- Best Actress (2000) (TV).... Colin Truemans
- Roger Roger (1996) (TV).... Jimmy Price
- Royce (1994) (TV).... Pitlock
- Woof Again! Why Me? (1992).... Bentley
- Collina del diavolo, La (1988).... Michael Toyle
- A Prayer for the Dying (1987).... Rupert
- El amante de Lady Chatterley (1981).... Anton

### Series de TV
- Dominion (2014-) .... cónsul David Whele.
- Galavant (2015) .... padre de Gavalant.
- You, Me & Them (2013-2015) .... Ed Walker.
- Warehouse 13 (2013) .... Paracelso
- Dancing on the Edge (2012) .... Mr. Donaldson
- Merlin (2008-2012) .... Uther Pendragon
- Sensitive Skin - 2 episodios (2007).... Tom Paine
- Hotel Babylon - Episodio 1.2 (2006).... Mr. Machin
- Doctor Who - Episodio 2.3 - Reunión escolar (2006).... Mr. Finch
- Rose and Maloney - Episodio 2.2 (2005).... Dr. David Terry
- Little Britain - 20 episodios (2003-2006).... Primer ministro
- New Tricks - Episodio #1.2 - (2004).... Sir Tim
- Manchild - 4 episodios (2002-2003).... James
- Spooks - 1 episodio (2002).... Peter Salter
- Fillmore! - 2 episodios (2002) (voz).... Professor Third
- Silent Witness - 1 episodios (2001).... Henry Hutton
- Buffy la cazavampiros (1997-2003).... Rupert Giles
- VR.5 - 10 episodios (1995).... Oliver Sampson
- Woof! (1988).... Bentley
- Howard's Way - Episodios 1.4, 1.5, 1.6, 1.7 y 1.9 (1985).... Phil Norton
- Love in a Cold Climate (miniserie, 1980).... Tony Kroesig
- The Mallens - Episodios 1.1 y 1.2 (1979).... Weir
- Accident - Episodio 1.3 (1979).... Simon Lovell
- Enemy at the Door - Episodio Steel Hand from the Sea (1978).... Clive Martel (1978)
- Lillie (miniserie, 1978).... William Le Breton

### Videojuegos
- Destroy All Humans! 2: Make War Not Love (2006) (voz).... Ponsonby
- Buffy the Vampire Slayer: Chaos Bleeds (2003) (voz).... Rupert Giles
- Buffy the Vampire Slayer (Game Boy Color) (2000) (voz).... Rupert Giles

## Otras apariciones

### Apariciones especiales
- M.I.T.: Murder Investigation Team - Episodio 2.2.... Stewart Masters
- Monarch of the Glen - Episodios 6.7 a 6.10 (2004).... Chester Grant
- New Tricks Episodio 1.2.... Sir Tim
- The Terry and Gaby Show
- My Family - Episodio 4.12 ("May the Best Man Win").... Richard Harper
- Buffy la cazavampiros - Episodios 6.21, 6.22, 7.1, 7.2, 7.8, 7.10, 7.11, 7.13, 7.14 y 7.17 a 7.22 (2002-2003).... Rupert Giles
- Spooks- Episodio 1.4 ("Traitor's Gate").... Peter Salter
- Silent Witness- Episodio 5.2 ("Two Below Zero").... Henry Hutton
- Two Guys, a Girl and a Pizza Place - Episodio 2.20 ("Two Guys, a Girl and a Mother's Day").... Dr. Staretski
- Jonathan Creek - Episodio 1.1 ("The Wrestler's Tomb").... Adam Klaus
- NYPD Blue - Episodio 3.8 ("Cold Heaters").... Nigel Gibson
- Ghostbusters of East Finchley - Episodio 1.5.... Terry
- Highlander - Episodio 1.21 ("Nowhere to Run").... Allan Rothwood
- The Detectives - Episodio 1.4 ("Acting Constables").... Simon
- The Comic Strip Presents - Episodio 4.2 ("More Bad News").... ingeniero de sonido
- Pulaski - Episodio 1.2 ("The Price of Fame").... Dudley Fielding
- Boon - Episodio 2.3 ("Day of the Yokel").... Richard Rathbone
- C.A.T.S. Eyes - Episodio 1.1 ("Goodbye Jenny Wren").... James Sinden
- The Comic Strip Presents - Episodio 2.7 ("Slags").... Ricki
- Bergerac - Episodio 1.5 ("See You in Moscow").... Bill
- Secret Army - Episodio 3.4 ("Safe Place").... Hanslick

### Como él mismo
- Heroes Unmasked - 20 episodios (2006).... Narrador
- The British Comedy Awards 2004 (TV) (no acreditado)
- True Horror (2004) (serie de televisión)
- Tracy Beaker Parties with Pudsey (2004) (TV) (3° parte)
- Horsetails (2004) (serie de televisión)
- From Bard to Verse (2004) (serie de televisión)
- The 100 Greatest Musicals (2003) (TV)
- Talking to Animals (2003) (serie de televisión, voz)
- A&E Biography: Buffy the Vampire Slayer (2003) (TV)
- Rocky Horror 25: Anniversary Special (2000) (cantante: Dammit Janet, Hot Dog y Wise Up)
- Rove Live (6.21)
- Breakfast
- My Family - Episodio 5.16 ("Comic Relief Special")
- This Morning
- Today with Des and Mel
- Richard & Judy
- Loose Lips
- V Graham Norton - Episodio 1.43
- SM:TV Live

### Archivo
- The 100 Greatest TV Ads (2000) (TV)